# Métodos y Tiempos
Métodos y Tiempos (MTM) es un sistema de control de tiempos predeterminados que se utiliza principalmente en entornos industriales para analizar los métodos utilizados para llevar a cabo alguna operación manual o tarea y como resultado de ese análisis, establecer el tiempo estándar, de fabricación, el tiempo estándar en el que un trabajador debe completar esa tarea. 

## Historia
Los conceptos básicos sobre MTM han sido desarrollado por HB Maynard, JL Schwab y GJ Stegemerten del Methods Engineering Council durante un trabajo de consultoría en el Westinghouse Brake and Signal Corporation, EE. UU. en la década de 1940. Estos datos y las reglas de aplicación para el sistema MTM se perfeccionaron, ampliado, que se define, industrialmente probados y documentados como resultado de un trabajo aún más en años posteriores.
En 1948, Maynard, Stegemerten y Schwab publicaron el libro "Métodos de medida del tiempo" dando todos los detalles del desarrollo del sistema MTM y sus reglas de aplicación. El uso de MTM y su distribución, en primer lugar en los EE. UU. y luego a otros países industrializados. En 1951, el USA / Canada MTM Association for Standards and Research fue formada por los Usuarios MTM. Los creadores del sistema asignaron los derechos de autor de MTM a la MTM Association.
Otras asociaciones nacionales de MTM fueron fundadas, en una reunión en París en 1957, se decidió formar un International MTM Directorate (IMD) para coordinar el trabajo de las Asociaciones Nacionales. Nacionales MTM miembros de la Asociación de IMD tienen ahora la MTM copyrights de su ámbito territorial.
Otros sistemas basados en MTM se han desarrollado desde entonces. MTM-2, un sistema de segunda generación se desarrolló bajo los auspicios del IMD en 1965, MTM-3, una mayor simplificación, se desarrolló en 1970. El sistema original de MTM se conoce ahora generalmente como MTM-1. Otros sistemas basados en MTM se han desarrollado para las áreas de trabajo determinadas por las asociaciones nacionales.

## Metodología
Las películas fueron hechas con velocidad constante, corriendo a 16 cuadros por segundo, del trabajo realizado por los trabajadores cualificados en la planta Westinghouse Brake and Signal Corporation. Cada secuencia fue calificada durante el rodaje de tres cualificados Ingenieros Industriales. Las clasificaciones obtenidas se debían aceptar dentro de una estrecha banda, de lo contrario la secuencia no era útil.
El sistema de clasificación o nivel utilizado fue el sistema de Westinghouse o LMS - llamado así por sus creadores Lowry, Maynard y Stegemerten. Este sistema tiene en cuenta cuatro factores de forma independiente:
Habilidad - Competencia en el seguimiento del método dado
Esfuerzo - La voluntad de trabajar
Condiciones - El entorno de trabajo generales
Consistencia - de los resultados
A cada factor se le asigna una calificación alfa, por ejemplo, "B-", "C +", "A", etc, que tiene un valor numérico que se aplica más tarde. Esto reduce la posibilidad de "Evaluación de reloj" y asegura que todos los factores se consideran en la clasificación compuesta. El apéndice 1 muestra el modelo para las Causas de diferencia en la producción en que se basa el sistema LMS.
El diseño, distancias, tamaños de las piezas y de las herramientas y tolerancias se midieron con precisión y grabado en el taller para complementar los análisis posteriores.
Las películas se proyectaron a continuación, cuadro por cuadro y analizado y clasificado en un formato predeterminado de movimientos básicos(Basic Motions). 
Estos movimientos básicos se alcanzar, agarrar, mover de posición, de prensa, etc Una moción fue tomada para comenzar en el marco en el que la primera mano comenzó a realizar el movimiento y fue llevado a terminar con el marco en el que se completó el movimiento. Esto permitió un tiempo para cada movimiento grabada que se calcula en segundos, por medio de un recuento de marco, y luego "nivelado" para un rendimiento común.
Las parcelas de los tiempos formuladas por los diferentes movimientos fueron dibujados. El análisis determina las mejores definiciones de los límites de los movimientos y sus variables principales, que determinan el tiempo, y como resultado, más o menos, la estructura que los movimientos manuales de MTM-1 tienen hoy en día. Un trabajo posterior, utilizando tiempo de estudio, dio a la tabla de movimientos del cuerpo.
En 1949, la Cornell University llevó a cabo un estudio independiente de MTM para el American Society of Mechanical Engineers. Se utilizan velocidades de la cámara de 64fps. Los datos de MTM se repitió dentro de límites muy estrechos. Las pequeñas diferencias reveladas por las velocidades más rápidas de la cámara han sido corregidas en los MTM-1 datos.
La investigación detallada realizada bajo los auspicios de la EE. UU./Canada MTM Association han dado lugar a pequeños cambios en los datos y las reglas de aplicación y en una mayor comprensión de la naturaleza de los movimientos. El último cambio se hizo el más mínimo detalle de los datos de presión se aplican en 1973.
MTM es complementaria a otra técnica de la Ingeniería Industrial, la técnica del análisis de gráficos, aunque no las reemplaza. Deben ser usados después de aplicar otras técnicas y haber establecido la necesidad y finalidad, el lugar, la secuencia, personal y medios de las tareas a ser evaluadas, estableciendo una referencia para evaluar tareas comunes.

## Unidades
La unidad en la cual se medía cada movimiento para medir según el MTM es el TMU (time measurement unit): 1 TMU = 36 milisegundos ; 1 hora = 100,000 TMU; 1 TMU = 0.036 segundos.